# 美麗南海龍
美麗南海龍（学名：Nannocampus elegans），為輻鰭魚綱棘背魚目海龍魚科的其中一種，分布於西印度洋區，包括南非及莫三比克海域，棲息深度9-18公尺，體長可達12公分，棲息在珊瑚礁及潮池，卵胎生。

## 外部連結
- 美麗南海龍的圖片